# Kenttäjärvi (Överkalix socken, Norrbotten)
Kenttäjärvi är en sjö i Överkalix kommun i Norrbotten och ingår i Sangisälvens huvudavrinningsområde.